# 로프트 (잡화점)

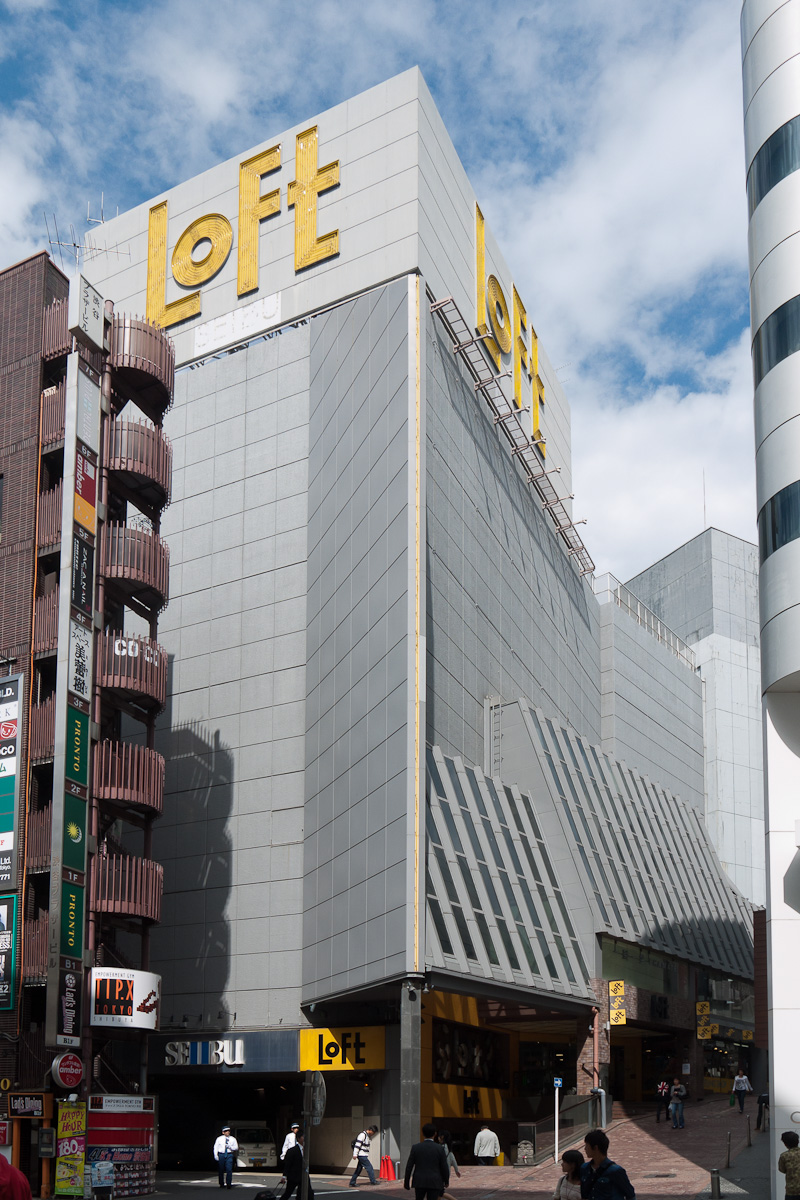

로프트(일본어: 株式会社ロフト 카부시키가이샤로후토[*])는 일본의 잡화 전문 체인점이다. 공식적으로 소고 세이부의 자회사이다.